# 阿達 (塞爾維亞)
阿達，是塞爾維亞伏伊伏丁那自治省北巴納特區的市镇，位于蒂薩河畔、地理意义上的巴奇卡地区。市镇面積为228.6平方公里，2022年人口数量为13,293人，其中七成居民是匈牙利人，作为行政中心的阿达镇的人口数量则为7,423人。

## 外部連結
- 官方网站  （塞爾維亞語和匈牙利語）